# ここまでは他人
『ここまでは他人』（ここまではたにん）は、1981年（昭和56年）8月19日から1981年10月14日までの間、TBS系列の『水曜劇場』の枠で放送されたテレビドラマである。全9話。

## 概要・内容
当時漫才ブームの一翼を担い人気だった星セント・ルイスが主演。不器用でもてないが真面目で純情な主人公・鈴木秀樹を中心に、生まれて初めて女性を愛した男の生きかたと、純情と邪心、愛と利己主義を抑え切れない人々の真剣で悲しく、そしてどこか滑稽な生きざまをそれぞれ描いた。 
鈴木秀樹と薫の兄弟は父と死別し、母と生き別れて以来二人きりで支え合って生きてきた。秀樹はある日、女性警察官の河原節子と知り合い、節子に恋をする。秀樹は節子が指導する柔道教室に通ったりして節子の気を自分に引こうと懸命になっていた。一方、弟・薫には縁談が持ち掛けられた。相手は秀樹が勤める料亭「一心亭」の一人娘で、薫に好意を寄せているという邦子である。しかし薫には婚約者がいると言う。秀樹はその話を初めて聞いて、自分が薫の大学卒業まで協力してやったのに、自分に内証で婚約したということが許せなかった。秀樹は薫に婚約者に会わせるように約束させ、後日その婚約者に会ったのだが秀樹はそこで驚き仰天。薫の相手は秀樹が恋した節子だった…。
ヨシフ・イヴァノヴィチ作曲の『ドナウ川のさざなみ』が劇中の挿入曲として頻繁に流れていた。また、このドラマ出演について、セント・ルイスの盟友であったビートたけしが「俺たちがお笑いの第一線で活躍している時に、そこから逃げるようなことをして」と突っ込み、星セントもある誌面で反論したという論争も起こったという。

## キャスト
- 鈴木秀樹：星セント（星セント・ルイス）- 料亭「一心亭」に勤める板前
- 鈴木元年：星ルイス（星セント・ルイス）- 秀樹と薫の亡き父。守護霊という形で登場する。
- 河原節子：マッハ文朱
- 鈴木薫：宮内淳
- 千代子：野村昭子
- 朱実：浅野真弓 - 薫の会社の事務員
- 邦子：森田理恵
- 丸子：戸川純
- 北村和夫
- 三谷昇
- 河原勘三郎：丹波哲郎 - 節子の父
- スエ：内海桂子 - 秀樹と薫の生き別れた母

## スタッフ
- 脚本：ジェームス三木（全話担当）
- 演出：中川晴之助、坂崎彰、吉田秋生
- 音楽：羽田健太郎
- 制作：TBS

## サブタイトル
| 話数  | 放送日        | サブタイトル       | 演出       |
| ----- | ------------- | ------------------ | ---------- |
| 第1話 | 1981年8月19日 | 君こそわが命       | 中川晴之助 |
| 第2話 | 8月26日       | 弟の妻             | 坂崎彰     |
| 第3話 | 9月2日        | 悪魔が夜来る       | 坂崎彰     |
| 第4話 | 9月9日        | 四畳半の欲望       | 坂崎彰     |
| 第5話 | 9月16日       | 弟の不倫           | 坂崎彰     |
| 第6話 | 9月23日       | 2DKの地獄          | 坂崎彰     |
| 第7話 | 9月30日       | 殺人容疑           | 吉田秋生   |
| 第8話 | 10月7日       | 雨の夜の接吻       | 坂崎彰     |
| 第9話 | 10月14日      | 人の気も知らないで | 坂崎彰     |